# Campionato mondiale militare di scherma 1953
Il Campionato mondiale militare di scherma del 1953 ("1953 World Military Fencing Championships") è stato organizzato dalla Federazione internazionale della scherma e si è svolto a Copenaghen in Danimarca dal 26 al 28 novembre.
Nel fioretto, si è aggiudicato il titolo di campione mondiale militare il francese Christian d'Oriola, che ha battuto in finale il francese René Cintrat.
Nella spada lo svedese Per Carleson ha battuto in finale lo svedese Carl-Wilhelm Engdahl, ottenendo il titolo mondiale militare maschile.
Nella sciabola lo statunitense Alessandro Emanuele Treves prevale sull'olandese Henk Los.
Nel campionato mondiale militare a squadre maschili, la nazionale francese ha vinto nel fioretto, la nazionale svedese nella spada, ed infine la nazionale olandese ha trionfato nella sciabola.

## Podi

### Uomini
| Specialità  | Oro                                                          | Argento              | Bronzo            |
| Individuali |                                                              |                      |                   |
| Fioretto    | Christian d'Oriola                                           | René Cintrat         | Yves Lavoipierre  |
| Spada       | Per Carleson                                                 | Carl-Wilhelm Engdahl | Ulf Ling-Vannerus |
| Sciabola    | Alessandro Emanuele Treves                                   | Henk Los             | Ferry Meijnderts  |
| A squadre   |                                                              |                      |                   |
| Fioretto    | Francia Christian d'Oriola René Cintrat Yves Lavoipierre -   | -                    | -                 |
| Spada       | Svezia Per Carleson Carl-Wilhelm Engdahl Ulf Ling-Vannerus - | -                    | -                 |
| Sciabola    | Paesi Bassi Henk Los Ferry Meijnderts -                      | -                    | -                 |